# Wheels
Wheels è un singolo del gruppo musicale statunitense Foo Fighters, pubblicato il 29 settembre 2009 come unico estratto dalla raccolta Greatest Hits.

## Video musicale
Il videoclip del brano, girato nell'ottobre 2009 da Sam Brown, è ambientato in un vecchio magazzino.

## Tracce
Download digitale, CD promozionale (Australia, Europa, Giappone, Stati Uniti)
1. Wheels – 4:38

CD singolo (Europa)
1. Wheels – 4:38
2. Word Forward – 3:46

## Formazione
- Dave Grohl – voce, chitarra
- Chris Shiflett – chitarra
- Nate Mendel – basso
- Taylor Hawkins – batteria

## Classifiche
| Classifica (2009)                | Posizione massima |
| -------------------------------- | ----------------- |
| Australia                        | 21                |
| Austria                          | 36                |
| Belgio (Fiandre)                 | 19                |
| Canada                           | 22                |
| Finlandia                        | 24                |
| Germania                         | 42                |
| Nuova Zelanda                    | 13                |
| Paesi Bassi                      | 45                |
| Regno Unito                      | 22                |
| Stati Uniti                      | 72                |
| Stati Uniti (alternative)        | 3                 |
| Stati Uniti (mainstream rock)    | 4                 |
| Stati Uniti (rock & alternative) | 1                 |
| Svezia                           | 24                |
| Svizzera                         | 48                |